# O Rei Leão (filme de 2019)
The Lion King (bra/prt: O Rei Leão) é um filme épico musical de CGI estadunidense de 2019, dirigido e co-produzido por Jon Favreau e escrito por Jeff Nathanson, sendo o remake do longa-metragem animado O Rei Leão, de 1994, inspirado em partes da obra Hamlet, de William Shakespeare. Produzido pela Walt Disney Pictures e Fairview Entertainment e distribuído pela Walt Disney Studios Motion Pictures, a produção conta com as vozes de Donald Glover, Beyoncé, James Earl Jones, Chiwetel Ejiofor, Billy Eichner, Seth Rogen, John Oliver, John Kani e Alfre Woodard.
O título faz parte de um ambicioso projeto da Disney na produção de remakes de clássicos animados do estúdio na trica de melhores bilheterias da década de 2010, como Alice in Wonderland (2010), Maleficent (2014), Cinderella (2015), The Jungle Book (2016) e Beauty and the Beast (2017). No mesmo ano, também ocorreram as estreias das novas adaptações de Dumbo e Aladdin.
The Lion King estreou em 19 de julho de 2019 nos Estados Unidos. No Brasil e em Portugal, estreou em 18 de julho de 2019. Ele recebeu críticas mistas, com elogios para seus efeitos visuais, trilha sonora e performances vocais, mas críticas por sua falta de originalidade e expressividade facial nos personagens. Arrecadou mais de US$ 1,6 bilhão mundialmente, tornando-se a segunda maior bilheteria de 2019. Atualmente, é a oitava maior bilheteria de todos os tempos.

## Elenco
| Personagem      | Ator (voz original)    | Dublagem                     |
| --------------- | ---------------------- | ---------------------------- |
| Simba           | Donald Glover          | Ícaro Silva                  |
| Nala            | Beyoncé Knowles-Carter | IZA                          |
| Sarabi          | Alfre Woodard          | Graça Cunha                  |
| Mufasa          | James Earl Jones       | Saulo Javan                  |
| Scar            | Chiwetel Ejiofor       | Rodrigo Miallaret            |
| Zazu            | John Oliver            | Marcelo ‘Salsicha’ Caodaglio |
| Simba (Filhote) | JD McCrary             | João Vitor Mafra             |
| Nala (Filhote)  | Shahadi Wright Joseph  | Carol Roberto                |
| Rafiki          | John Kani              | João Acaiabe                 |
| Timão / Timon   | Billy Eichner          | Ivan Parente                 |
| Pumba           | Seth Rogen             | Glauco Marques               |
| Shenzi          | Florence Kasumba       | Carol Crespo                 |
| Kamari (Banzai) | Keegan-Michael Key     | Robson Nunes                 |
| Azizi (Ed)      | Eric Andre             | Thiago Fagundes              |

## Produção
A versão do ano de 2019 do longa de 1994, "O Rei Leão" desafiou classificações desde o lançamento do seu primeiro trailer, em novembro de 2018. A Walt Disney Pictures prosseguiu em meio a uma série de lançamento de "refilmagens live-action" de seus clássicos animados, o novo filme foi dirigido por Jon Favreau. O longa foi produzido exatamente como um longa-metragem convencional, contudo em um set inteiramente gerado por realidade virtual. Assim, o diretor e sua equipe usavam dispositivos de VR para "entrar" nos cenários e escolher os ângulos e movimentos de câmera necessários para cada cena. Assim, é preciso posicionar o gênero ao qual este filme pertence. Ele se trata de uma animação em computação gráfica, procurando ser o mais plausível com a realidade possível.
| “                                | Escolhemos esta técnica para fazer com que um filme animado pareça live-action. Ao invés de alguém sentado no computador programando, temos uma equipe de verdade que 'entra no set' e interage com a cena, tomando decisões de câmera que teríamos que tomar em um set de filmagens normal | ” |
| — Jon Favreau, diretor do longa. | |   |

Em 2016, Favreau já havia sido elogiado por sua inovação técnica na versão live-action de "Mogli: O Menino Lobo", mas nesta produção há uma diferença crucial em relação ao anterior. Enquanto "Mogli" contava com o ator Neel Sethi no papel título, "O Rei Leão" não tem absolutamente nenhum elemento que não seja animado. O malabarismo entre fidelidade ao original e inovação também ditou o desenvolvimento do roteiro e da trilha sonora do remake. O filme de Favreau inclui todas as canções ouvidas em "O Rei Leão", de 1994, entretanto tais canções ganham novos arranjos por composição de Hans Zimmer, Elton John, Tim Rice e Lebo M.
O envolvimento de Beyoncé (Nala) e Donald Glover (Simba) no elenco de vozes originais contribuiu nesta reinvenção. Segundo o diretor, cada música traz um estilo diferente do que se ouve no filme original. Donald e Beyoncé facilitaram a criação de novos sons, mas também incentivaram a construir em cima daquilo que as pessoas já amavam sobre os originais, definiu Favreau.
Para deixar o longa mais realista, o diretor Jon Favreau precisou fazer modificações em algumas cenas e adicionar outras na trama. Por exemplo, nesta versão Nala, a leoa que acompanha Simba tem mais espaço de tela que no original, mostrando a leoa em mais momentos importantes.
No Brasil, a Disney escalou o ator Ícaro Silva e a cantora Iza para dublar, respectivamente, o Simba e a Nala no filme.

### Trilha sonora
Em 1 de novembro de 2017, foi anunciado que Hans Zimmer retornaria para marcar o filme, tendo previamente marcado a versão animada de 1994.  Em 28 de novembro de 2017, foi relatado que Elton John havia assinado o projeto para reformular suas composições musicais do filme original antes de sua aposentadoria.  No dia seguinte, foi relatado que Beyoncé ajudaria John na reformulação da trilha sonora.

### Banda sonora
| Nº | Titulo                            | Duração | Interpretes                                                     |
| -- | --------------------------------- | ------- | --------------------------------------------------------------- |
| 01 | Hakuna Matata                     | 4:11    | Sérgio Calvinho / José Raposo / Gabriel Capelo / Manuel Moreira |
| 02 | Eu Mal Posso Esperar para Ser Rei | 3:23    | Gabriel Capelo / Filipa Ferreira / Carlos Macedo                |
| 03 | Esta Noite o Amor Chegou          | 3:02    | Soraia Tavares / Manuel Moreira / Sérgio Calvinho / José Raposo |
| 04 | Preparados                        | 2:03    | Mário Redondo                                                   |
| 05 | Quem Dorme eo Leão                | 1:24    | Sérgio Calvinho / José Raposo                                   |
| 06 | Ciclo Sem Fim / Nant's Ingoyama   | 4:02    | Débora Gonçalves                                                |

## Marketing
O primeiro teaser trailer e o teaser oficial do The Lion King foram lançados durante o dia de Ação de Graças do Dallas Cowboys em 22 de novembro de 2018. O trailer foi visto 224 milhões de vezes em um período de 24 horas. Uma espiadinha foi lançada no Óscar 2019. Em 10 de abril de 2019, a Disney lançou o trailer oficial com novas imagens que revelaram Scar, Zazu, Simba e Nala (ambos filhotes e adultos), Sarabi, Rafiki, Timão e Pumba e as hienas. O trailer foi visto 174 milhões de vezes em suas primeiras 24 horas, o que foi revelado no Disney Investor Day 2019 Webcast. Uma espiadinha especial com as vozes de Beyoncé, Billy Eichner e Seth Rogen como Nala, Timon e Pumba respectivamente, foi lançado em 3 de junho de 2019. Uma espiadinha especial com as vozes de Beyoncé e Donald Glover enquanto Simba e Nala cantando "Can You Feel the Love Tonight" e também apresentando a voz de James Earl Jones como Mufasa, foi lançado em 20 de junho de 2019.

## Recepção

### Resposta da crítica
No agregador de resenhas Rotten Tomatoes, o filme tem uma taxa de aprovação de 52% com base em 436 avaliações e com uma classificação média de 6/10. O consenso crítico do site diz: "Embora possa orgulhar-se de suas realizações visuais, este Rei Leão é uma obra recontada que não tem a energia e o coração que tornaram o original tão amado – embora para alguns fãs isso possa ser o suficiente." No Metacritic, o filme tem uma pontuação média ponderada de 55/100 com base em 54 avaliações, indicando "críticas mistas ou medianas".
Kenneth Turan, do Los Angeles Times, classificou o filme como "entretenimento polido e satisfatório". Todd McCarthy, do The Hollywood Reporter, considerou-o inferior ao original, notando: "A cautela estética e a previsibilidade do filme começam a desgastar toda a empresa no segundo semestre." Escrevendo para The Guardian, Peter Bradshaw achou o filme como "assistível e agradável", mas sentiu uma "falta da simplicidade e vivacidade das imagens originais desenhadas à mão."
A.A. Dowd, escrevendo para o The A.V. Club, resumiu o filme como "sem alegria, sem arte, e talvez sem alma, transformando um dos títulos mais marcantes do cofre da Casa de Mickey em um filme muito caro e repleto de estrelas da Disney Nature". Dowd lamentou a insistência do filme no realismo, comentando: "Estamos assistindo a uma bastardização oca de um blockbuster, ao mesmo tempo completamente dependente da afeição pré-estabelecida do público por seu antecessor e estranhamente determinado a abandonar muito do que o tornou especial." Scott Mendelson, da Forbes, classificou o filme como "esmagadoramente decepcionante [...] Em quase todos os turnos, esta recriação reduz o seu próprio melodrama, minimizando suas próprias emoções." Márcio Sallem, do Cinema com Crítica, ressaltou que a qualidade técnica da animação fotorrealista é também seu maior defeito, ao criar animais que "parecem reais", mas não provocam emoção ou sentimento em comparação com a animação clássica. Ao final, concluiu que a refilmagem é "somente uma cópia realizada pelo aluno mais rico da turma: ele tem todos os melhores recursos que o dinheiro pode comprar à disposição e certamente encantará nossos olhares com pirotecnia. Só lhe falta o coração, e sem este não existe vida na arte."
No Brasil, o filme recebeu críticas parecidas com as estrangeiras, sendo que muitos criticaram a dublagem brasileira do filme.

## Bilheteria
O filme foi lançado nos Estados Unidos no dia 19 de julho. Como era esperado pela Disney, o filme foi gigantesco sucesso de bilheteria arrecadando US$ 531 milhões de dólares na sua abertura mundial ultrapassando Star Wars: O Despertar da Força que arrecadou US$ 529 milhões em 2015, foi também a 4° maior estreia mundial do cinema, atrás somente de Vingadores: Ultimato (US$ 1,223 bilhão), Vingadores: Guerra Infinita (US$ 640,5 milhões) e Velozes e Furiosos 8 (US$ 541,9 milhões).
No dia 30 de julho de 2019, 11 dias após o seu lançamento, o filme ultrapassou a marca de 1 bilhão de dólares sendo o 2° filme do ano a chegar nessa marca após Avengers: Endgame. O filme ganhou US$ 191,1 milhões no primeiro final de semana nos EUA, a segunda maior estreia no mercado interno do ano, atrás somente de Vingadores: Ultimato que fez US$ 357,1 milhões. Com US$ 543,638,043 milhões arrecadados na América do Norte (a 2° maior bilheteria doméstica do ano atrás de Avengers: Endgame que arrecadou US$ 858 milhões) e US$ 1,119,261,396 bilhão internacionalmente o filme saiu de cartaz com US$ 1,662,899,439 bilhão de dólares mundialmente, se tornando a segunda maior bilheteria de 2019 atrás apenas de Vingadores: Ultimato (2,797 bilhões), e a oitava maior bilheteria da história do cinema. Além disso o filme se tornou o maior filme de arrecadação entre os remakes em live-action dos clássicos de animação da Disney.

### No Brasil
No Brasil, o filme foi um grande sucesso, tendo levado mais de 15 milhões de espectadores aos cinemas. Foi o segundo filme mais visto do ano nos cinemas no Brasil, só atrás de Avengers: Endgame.

### Em Portugal
O Rei Leão foi o filme mais visto de sempre em Portugal com 1 milhão e 280 mil espectadores em sala, ultrapassou o recordista anterior, Avatar que levou 1.207.749 espectadores às salas de cinema.
O clássico da Disney, estreado a 18 de julho de 2019, precisou de apenas duas semanas de exibição para se tornar o filme mais visto do ano.